# Du (Zeitschrift)
Du ist eine Kulturzeitschrift mit Sitz in Zürich in der Schweiz. Sie beschäftigt sich in ihren Ausgaben mit Themen der Kunstgeschichte, allgemeinen Kulturentwicklungen sowie auch mit politischen Inhalten. 2016 betrug die WEMF-beglaubigte Auflage 8'055 verkaufte/verbreitete Exemplare, für 2017 gibt die Zeitschrift eine (unbeglaubigte) verkaufte Auflage von 10'000 Exemplaren und eine Reichweite von 49'000 Lesern an.

## Geschichte
Die Zeitschrift wurde von Arnold Kübler gegründet und erschien erstmals im März 1941 im Zürcher Verlag Conzett & Huber unter dem Namen Schweizerische Monatsschrift. 1964 vereinigte sie sich unter dem Chefredaktor Manuel Gasser (1957–1974) mit der seit 1929 bestehenden Zeitschrift Atlantis. 1989 wurde sie unter dem Chefredaktor Dieter Bachmann (1988–1998) an die Zürcher Tages-Anzeiger-Gruppe verkauft. 1998–2002 kam in der Chefredaktion Marco Meier hinzu; es folgte Christian Seiler als Chef (2002–2004). Von 2004 bis 2007 gehörte die Zeitschrift zum Architekturverlag Niggli. Im August 2007 wurde sie an den Rapperswiler Verleger Oliver Prange verkauft, der sie seit Dezember 2011 auch redaktionell leitet. Vor 2007 war die Redaktion, bestehend aus Helga Leiprecht († 2006), Andreas Nentwich, Jacqueline Schärli und Camille Schlosser gesamtverantwortlich, sie verliess beim Verkauf die Zeitschrift.
Zuerst als Kunst-, dann als Kulturzeitschrift, wurde sie über die Jahrzehnte hinweg immer wieder als ein qualitativ sehr hochwertiges Medium innerhalb der deutschsprachigen Kulturlandschaft wahrgenommen. Zu den Autoren und Mitwirkenden der Zeitschrift haben seit dem Beginn im Jahr 1941 Künstler, Denker und auch Politiker aus der ganzen Welt gehört; unter ihnen Carl G. Jung, Hilde Spiel, Henri Cartier-Bresson, Golo Mann oder Jean Ziegler.

## Chefredaktoren
- 1941–1957: Arnold Kübler
- 1957–1975: Manuel Gasser
- –1988: Dominik Keller und Wolfhart Draeger
- 1988–1998: Dieter Bachmann
- 1998–2002: Marco Meier
- 2002–2004: Christian Seiler
- J. Christoph Bürkle (Herausgeber bis 2007; die Redaktion war seit 2004 als Team verantwortlich)
- Januar–August 2008: Walter Keller
- September 2008–2011: Stefan Kaiser
- seit Dezember 2011: Oliver Prange

## Bekannte Mitarbeiter
- Werner Bischof (1916–1954)
- Georg Brunold (* 1953), stellvertretender Chefredaktor 1995–2003
- René Burri (1933–2014)
- Walter Robert Corti (1910–1990)
- Michael Lang (* 1949)
- Hugo Loetscher (1929–2009)
- Anita Niesz (1925–2013)
- Dietmar Polaczek (1942–2020)
- Willy Rotzler (1917–1994)
- Gotthard Schuh (1897–1969)
- Emil Schulthess (1913–1996)

## Ausgaben mit Photoreportagen und Photographie
- 1944, Nr. 4: Behinderungen (18 Photographien behinderter Kinder von Werner Bischof)
- 1944, Nr. 8: Kinder im Krieg (u. a. mit 13 Photographien von Paul Senn)
- 1946, Nr. 5: Europäische Aufnahmen: Photoreportage über die Hilfeleistungen der Schweizer Spende im kriegsversehrten Europa mit 59 Aufnahmen von Werner Bischof (Photographien von Reisen durch verschiedene europäische Länder 1945/46)
- 1947, Nr. 7: Mit der Kamera in Griechenland (9 Griechenland-Photographien von Werner Bischof)
- 1949, Nr. 6: Osteuropa heute: Reisenotizen und 51 Photos von Werner Bischof aus Nachkriegs-Osteuropa
- 1949, Nr. 11: Glanz und Elend der Perspektive (über Stereoskopie)
- 1951, Nr. 3: 10 Jahre «du». Kollegium schweizerischer Photographen: Paul Senn, Gotthard Schuh, Jakob Tuggener, Walter Läubli und Werner Bischof.
- 1953, Nr. 7: Menschen im fernen Osten (30 schwarz-weisse und farbige Photographien von Werner Bischof, aufgenommen in Indien, Indochina, Hongkong, Korea und Japan)
- 1954, Nr. 11, 1955, Nrn. 1, 3, 5, 7: USA (USA-Photographien von Emil Schulthess)
- 1955, Nr. 11: The Family of Man – Wir Menschen, von Walter Robert Corti
- 1958, Nr. 6: La Seine. Das Leben eines Stromes (Photoreportage mit 34 Aufnahmen von Henri Cartier-Bresson)
- 1958, Nr. 9: Antillia – Aufnahmen aus Jamaika, Haiti und Martinique (4 farbige und 28 schwarz-weisse Photographien von Herbert List)
- 1959, Nr. 3: El gaucho (Photoreportage mit 32 Argentinien-Photographien von René Burri)
- 1960, Nr. 1: Mexiko. Ein Bildbericht (36 Photographien von Herbert List)
- 1960, Nr. 9: Die Jokers – ein «gang» Jugendlicher in New York (12 Photographien von Bruce Davidson)
- 1961, Nr. 4: Der Porträtist Henri Cartier-Bresson (35 Porträtphotographien von Henri Cartier-Bresson)
- 1961, Nr. 6: Besuch bei Le Corbusier (20 Photographien von René Burri)
- 1961, Nr. 8: Japan bei der Arbeit (30 Japan-Photographien von René Burri)
- 1962, Nr. 4: Neapel (41-teilige Photoreportage von Herbert List)
- 1964, Nr. 3: Das Bild der Photographie (Texte von Herbert Finsler, mit Photographien u. a. von Edward Steichen, Alfred Stieglitz, Paul Strand, Bill Brandt, Werner Bischof, Emil Schulthess, Robert Frank, Henri Cartier-Bresson)
- 1965, Nr. 7: Koh Samui. Eine Insel im Golf von Siam (38 Photographien von René Burri)
- 1967, Nr. 7: Bahia – Porträt einer Stadt (43-teilige Photoreportage von René Burri)
- 1967, Nr. 8: Die Schweiz gesehen von Henri Cartier-Bresson (57 Photographien (incl. Titel) von Henri Cartier-Bresson)
- 1969, Nr. 3: New York – 100th Street (66 Photographien von Bruce Davidson)
- 1972, Nr. 5: Chicago (49 Photographien von René Burri)
- 1974, Nr. 7: La Basilicata (ca. 28 Photographien von Henri Cartier-Bresson)
- 1977, Nr. 2: New York, Februar 1977 (New-York-Porträt mit Photographien u. a. von Bruce Davidson, André Kertész, Jill Freedman)
- 1990, Nr. 9: Europa 1945–1950 (Auswahl von frühen Nachkriegsphotographien von Werner Bischof)
- 1993, Nr. 3: Fotografin Gisèle Freund. Der Archipel der Erinnerung
- 2002, Nr. 11: Robert Frank. Part Two

## Auszeichnungen
- 2006: Silbermedaille beim Designpreis der Bundesrepublik Deutschland, vergeben vom Rat für Formgebung im Auftrag des Bundesministeriums für Wirtschaft und Technologie.
- 2011: Henri-Nannen-Preis in der Kategorie «Beste Foto-Reportage» ,für Es gibt was Neues hier seit gestern von Stephan Vanfleteren.

## Ausstellungen
- 2016/2017: Du – seit 1941. Schweizerisches Nationalmuseum, Zürich.